# Матео Дармян
Матео Дармян (на италиански: Matteo Darmian) е италиански футболист, защитник, който играе за италианския Интер.

## Кариера

### Милан
През 2000 г. започва да тренира в школата на Милан. На 28 декември 2006 г. прави дебют за „росонерите“, когато е само на 16-годишна възраст в турнира Копа Италия, когато на полувремето заменя Каха Каладзе срещу Бреша. Дебют в Серия А прави на 19 май 2007 г. През сезон 2007/08 е капитан на Милан Примавера.

### Падова
На 17 юли 2009 г. преминава под наем в Падова до края на сезона. Дебютира на 28 ноември в загубата срещу Виченца. Записва 20 мача и 1 гол, а Падова завършва на 19-о място, но се спасява за сметка на Триестина.

### Палермо
На 11 юли 2010 г. става собственост на Палермо и се присъединява към подготвителния лагер в Австрия. Сумата по трансфера е €800 000. На 16 септември 2010 г. играе срещу Спарта (Прага) в Лига Европа. На 6 февруари 2011 г. започва като титуляр за първи път през сезона срещу Лече, но е заменен в 33-та минута поради контузия. През целия сезон 2010/11 има 16 мача общо в Серия А, Копа Италия и Лига Европа.

### Торино
На 12 юли 2011 г. преминава в Торино, който играе в Серия Б. Първият си гол вкарва на 30 октомври срещу Емполи. В края на сезона Торино печели промоция, а Дармян има на сметката си 33 мача за тима. През 2013/14 играе в 37 мача от Серия А за Торино, който завършва на 7-о място, но ще играе в Лига Европа, за сметка на Парма. Дармян попада в състава на сезона на Серия А, заедно със своя съотборник Чиро Имобиле.
На 18 май 2014 г. записва мач №100 с фланелката на Торино при равенството с Фиорентина. На 7 август вкарва първия си гол в евротурнирите срещу шведския Бромапойкарна. На 26 февруари 2015 г. вкарва на Атлетик Билбао в Испания за 3:2 и класира Торино за 16-финалите на Лига Европа. За четирите си сезона в Торино общо има 151 мача във всички турнири.

### Манчестър Юнайтед
На 11 юли 2015 г. подписва с английския Манчестър Юнайтед за около £12.7 млн. Договорът му е за 4 години + още 1. Прави своя неофициален дебют в приятелската среща с Клуб Америка на 17 юли, като неговият тим побеждава с 1:0. В Премиършип дебютира на 8 август срещу Тотнъм Хотспър на Олд Трафорд.
На 10 септември е избран от феновете на Юнайтед за играч на месец август. „Важно е да знам, че оценката е на феновете“, казва Дармян пред официалния сайт на клуба. „Искам да им благодаря. Щастлив съм. Искам да благодаря и на моите съотборници и всички в отбора, които ме приеха добре“.
За сезон 2015/16 Дармян има 27 мача за „червените дяволи“. На 20 април 2016 г. вкарва първия си гол за клуба срещу Кристъл Палас от воле. Става играч на мача и определя голът си като най-добрия в кариерата.

## Отличия
Манчестър Юнайтед 
- Носител на ФА Къп (1): 2016

 Интер Милано 
- Серия А (2): 2020/21, 2023/24
- Копа Италия (2): 2021/22, 2022/23
- Суперкопа Италиана (3): 2021, 2022, 2023

 Индивидуални 
- Отбор на сезона на Серия А (2): 2013/14, 2014/15
- Палоне Адзуро (1): 2014